# Super Bowl IV
Super Bowl IV was de vierde editie van de Super Bowl, de finale tussen de kampioenen van het American football. De wedstrijd werd gespeeld op 11 januari 1970 in het Tulane Stadium in New Orleans. De Kansas City Chiefs wonnen de wedstrijd met 23–7 tegen de Minnesota Vikings.

## NFL & AFL Championships en Super Bowl
|  | NFL & AFL Championships            | NFL & AFL Championships            |  |                   | Super Bowl IV                   | Super Bowl IV                   |
|  |                                    |                                    |  |                   |                                 |                                 |
|  | O.A. County Coliseum, 4 jan. (AFL) |                                    |  |                   |                                 |                                 |
|  | Oakland Raiders                    | 7                                  |  |                   |                                 |                                 |
|  | Kansas City Chiefs                 | 17                                 |  |                   | L.A. Memorial Coliseum, 15 jan. | L.A. Memorial Coliseum, 15 jan. |
|  |                                    |                                    |  |                   | Kansas City Chiefs              | 23                              |
|  | Metropolitan Stadium, 4 jan. (NFL) | Metropolitan Stadium, 4 jan. (NFL) |  | Minnesota Vikings | 7                               |                                 |
|  | Minnesota Vikings                  | 27                                 |  |                   |                                 |                                 |
|  | Cleveland Browns                   | 7                                  |  |                   |                                 |                                 |